# Integração por partes
No cálculo integral, integração por partes é um método que permite expressar a integral de um produto de funções em outra integral. A integração por partes pode ser vista como uma versão integrada da regra do produto.
A fórmula típica é a seguinte:
{\displaystyle \int _{a}^{b}f(x)g'(x)\,\mathrm {d} x={\Bigl [}f(x)g(x){\Bigr ]}_{a}^{b}-\int _{a}^{b}f'(x)g(x)\,\mathrm {d} x}
onde {\displaystyle f(x)\,} e {\displaystyle g(x)\,} são funções de classe C1 no intervalo {\displaystyle x\in [a,b]\,}, ou seja, são diferenciáveis e suas derivadas são contínuas entre a e b. Ou, ainda, de forma mais enxuta:
{\displaystyle \int u\,\mathrm {d} v=uv-\int v\,\mathrm {d} u}
onde {\displaystyle u\,=f(x)}, {\displaystyle dv\,=g'(x)dx}, {\displaystyle v\,=g(x)} e {\displaystyle du\,=f'(x)dx}.

## Exemplos
Algumas antiderivadas podem ser obtidas via integração por partes. Vejamos alguns exemplos:
- {\displaystyle \int xe^{x}dx=xe^{x}-\int e^{x}dx=(x-1)e^{x}\,} + C

onde escolheu-se {\displaystyle u(x)=x\,} e {\displaystyle dv=e^{x}dx\,}.
- {\displaystyle \int _{1}^{2}x\ln(x)dx=\left[{\frac {x^{2}}{2}}\ln(x)\right]_{1}^{2}-{\frac {1}{2}}\int _{1}^{2}xdx\,}

escolhendo {\textstyle u=\ln(x)} e {\textstyle dv=x\,dx}.

## Demonstração
Pela regra do produto, temos que:
{\displaystyle {d \over dx}[u(x)*v(x)]=u'(x)v(x)+u(x)v'(x)}
Integrando dos dois lados em dx, ficamos com:
{\displaystyle u(x)*v(x)=\int u'(x)*v(x)dx+\int u(x)*v'(x)dx}
Abrindo o u'(x) e v'(x):
{\displaystyle u(x)*v(x)=\int v(x){du \over dx}dx+\int u(x)*{dv \over dx}dx}
Simplificando as integrais, ficamos com:
{\displaystyle u(x)*v(x)=\int v(x)du+\int u(x)dv}
Conclui-se que:
{\displaystyle u(x)*v(x)-\int v(x)du=\int u(x)dv}